# Kälkborgare
Orden kälkborgare och kälkborgerlig beskriver egenskaper hos invånarna i den uppdiktade småstaden Kälkestad, som mest ägnar sig åt skvaller, vardagligheter och småsaker, utan att besitta högre bildning, insikter eller perspektiv.
Ordet kälkborgare har använts i svenskan sedan slutet av 1700-talet, ortsnamnet Kälkestad kanske redan på 1600-talet, och har sitt ursprung i tyska Schildbürger från den fiktiva staden Schilda (i den äldsta editionen Laleburg), som förekommer i en samling folksagor som första gången nedtecknades i boken Die Schiltbürger (1598). (En första utgåva av samlingen från året innan hade en annan titel.) Ludwig Tieck utgav 1797 en samling folksagor som innehöll en "Denkwürdige Geschichtschronik der Schildbürger", vilken översattes till svenska av Vilhelm Fredrik Palmblad med titeln "Kelkborgarnes krönika" (1813).
En motsvarande samling legender från England som går under titeln Wise Men of Gotham sägs utspela sig i Gotham, Nottinghamshire. En antik motsvarighet finns i grekiska Abdera, varför adjektivet abderitisk (idiotisk) återfinns i en del ordböcker.
Kälkborgerligheten har porträtterats litterärt på svenska i satiriska verk om fiktiva orter som Grönköping, Kråkvinkel och Skråköping.